# Ferdinand van Merode
Ferdinand van Merode (1633-1679) was de zoon van Maximiliaan Anton van Merode (1611-1670) en Anna Francoise de Carondelet. 
Door overerving werd hij 2e markies van Deinze, burggraaf van Montfoort, en heer van Oirschot en Hilvarenbeek.
Hij trouwde in 1661 met Marie Coelestine de Longueval en ze kregen de volgende kinderen:
- Maximiliaan Albert van Merode (1662-1716) 3e markies van Deinze. Hij trouwde in 1687 met Clara Eleonora van Salm Neufville.
- Isabella Therèse van Merode (1665-1733). Van haar zijn geen verdere gegevens bekend.
- Filips van Merode (1669-1742) prins van Rubempré-Everberg. Hij trouwde in 1704 met Brigitte Louise van Rubempré.
- Karel Floris van Merode (1677-1749). Van hem zijn geen verdere gegevens bekend.

Ferdinand kwam in financiële problemen en had schulden aan Catharina de Cort-Stevens, en daartoe de heerlijkheden Hilvarenbeek en Oirschot in onderpand gegeven. In 1672 kwam het tot een gerechtelijke verkoop, waarna Catarina op Kasteel Ten Berghe kwam wonen en Maarten Christiaan Sweerts de Landas, telg uit een Protestantse adellijke familie, het Kasteel Oud Beijsterveld te Oirschot kocht. Daarmee kwam er een einde aan het eeuwenlange bezit van de heerlijkheden Oirschot en Hilvarenbeek door de van Merodes.